# دييغو غاوتشو
دييغو غاوتشو (بالبرتغالية: Diego Gaúcho‏) هو لاعب كرة قدم برازيلي في مركزي الدفاع وقلب الدفاع، ولد في 15 نوفمبر 1981 في بورتو أليغري في البرازيل. لعب مع أونياو ليريا وأيل ليماسول وموريرينسي ونادي أسترا جورجو ونادي براشوف ونادي جل فيسنتي.

## وصلات خارجية
- دييغو غاوتشو على موقع قاعدة بيانات كرة القدم.إي يو (الإنجليزية)
- دييغو غاوتشو على موقع Soccerway.com (الإنجليزية)